# Kreisbrandinspektion
Die Kreisbrandinspektion ist eine fast ausschließlich ehrenamtlich besetzte Führungsinstanz im bayerischen Feuerwehrwesen auf Kreisebene und bildet die direkte Schnittstelle von der Kreisverwaltungsbehörde zu den Feuerwehren. Zentrale Rechtsgrundlagen sind der III. Abschnitt des BayFwG und die AVBayFwG. In Bayern taucht der Begriff nicht im Gesetz, aber in der Vollzugsbekanntmachung (VollzBekBayFwG) auf. Der Begriff „Kreisbrandinspektion“ bzw. „Stadtbrandinspektion“ (in kreisfreien Gemeinden) wird abgewandelt auch in Hessen (Kreisbrandinspektor, Stadtbrandinspektor) verwendet.

## Definition
Die Kreisbrandinspektion wird von den Landkreisen Bayerns aufgestellt, um die fachliche Dienstaufsicht über die Feuerwehren zu gewährleisten. Geleitet wird die Kreisbrandinspektion vom Kreisbrandrat. Unterstützt wird er dabei von den Kreisbrandinspektoren und den Kreisbrandmeistern, die er im Einvernehmen mit dem Landratsamt bestimmt.
In kreisfreien Städten wird diese als Stadtbrandinspektion bezeichnet, analog gibt es einen Stadtbrandrat, Stadtbrandinspektor und Stadtbrandmeister. In Großen Kreisstädten wird der Kommandant als Stadtbrandinspektor bezeichnet, sein Stellvertreter als Stadtbrandmeister.

Die Kreisbrandinspektion besteht laut der Vollzugbekanntmachung des Bayerischen Feuerwehrgesetz aus den besonderen Führungsdienstgraden der entsprechenden Gebietskörperschaft auf Kreisebene. In Bayern lauten diese besonderen Führungsdienstgrade:
| Dienstgrad                 | Landkreis | kreisfreie Stadt   | Inspektionsbereich | Große Kreisstadt   |
| Kreis-/Stadtbrandrat       | x         | Kommandant         | -                  | -                  |
| Kreis-/Stadtbrandinspektor | -         | stellv. Kommandant | x                  | Kommandant         |
| Kreis-/Stadtbrandmeister   | -         | x                  | x                  | stellv. Kommandant |

Sie bildet die obere Feuerwehr-Führungsebene in einem Landkreis, ist also zu der internen Führung bzw. Verwaltung der Feuerwehren zu rechnen. Oberhalb der Kreis- bzw. Stadtbrandinspektionen gibt es in Bayern keine weitere interne Führungsebene mehr, wie dies in anderen Bundesländern der Fall ist. Alle darüber gehenden Abstimmungsprozesse werden auf Verwaltungsebene (Regierung, Bayerisches Staatsministerium des Innern) oder auf Verbandsebene (Bezirksfeuerwehrverband, Landesfeuerwehrverband) geregelt. Daher sind die Arbeiten der Kreisfeuerwehrverbände bzw. Stadtfeuerwehrverbände immer eng mit den Inspektionen verknüpft.
Die Bezeichnungen „Kreisbrandrat“, „Kreisbrandinspektor“ und „Kreisbrandmeister“ sind nicht als klassische Dienstgrade zu verstehen, sondern zudem Funktionsbezeichnungen. Daher werden sie als „Besondere Führungsdienstgrade“ bezeichnet. Jeder dieser „Besonderen Führungsdienstgrade“ behält nämlich weiterhin den Dienstgrad aus seiner Heimatfeuerwehr, nur werden diese Dienstgradabzeichen nicht mehr sichtbar an der Uniform getragen, sondern durch die Funktionsabzeichen ersetzt. Als Ausbildung müssen sie den Lehrgang „Verbandsführer“ nach Feuerwehr-Dienstvorschrift 2 an einer staatlichen Feuerwehrschule absolviert haben. Meistens kommen noch weitere Lehrgänge hinzu, wenn besondere Aufgaben innerhalb der Inspektion übernommen werden.

## Aufgaben
Neben der Besichtigung der Feuerwehren hat die Kreisbrandinspektion auch zur Aufgabe, für eine einheitliche Ausbildung zu sorgen, Alarmpläne zu erstellen, die Feuerwehren und Behörden zu beraten, die Zusammenarbeit mit anderen Hilfsdiensten und weiteren Katastrophenschutz-Organisationen zu vertiefen, Leistungsprüfungen abzunehmen und gegebenenfalls auch die Einsatzleitung bei Einsätzen zu übernehmen.
Die Einsatzleitung wird meistens dann übernommen, wenn dies der Kommandant bzw. der jeweilige Einheitsführer des Schadensortes wünscht, wenn die Größe der Schadenslage dies erforderlich macht oder andere zwingende Gründe vorliegen. Deshalb werden die „Besonderen Führungsdienstgrade“ immer zu den ihrem Gebiet betreffenden größeren Einsätzen mitalarmiert.
Die Kreisbrandräte und Kreisbrandinspektoren übernehmen oft auch das Amt des „Örtlichen Einsatzleiters“ (ÖEL) bei Katastropheneinsätzen. Dann haben sie die erweiterte Ausbildung an der Staatlichen Feuerwehrschule Geretsried besucht und sind eventuell bereits von den Landratsämtern „im Voraus benannt“, d. h., sie können bei Eintreten von Schadenslagen diese Funktion bereits ausüben, bevor der Hauptverwaltungsbeamte (HVB) zusammen mit der Führungsgruppe Katastrophenschutz (FüGK) den Katastrophenfall oder zumindest die Notwendigkeit für den Einsatz des ÖEL feststellen konnte.

## Mitglieder der Inspektion
Die Mitglieder der Inspektion nehmen oftmals auch folgende Aufgaben und Funktionen oder werden hierzu von weiteren Kräften unterstützt:
- Ausbilder

Die sogenannten Kreisausbilder (oder Landkreis-Ausbilder) sind Führungskräfte aus den Feuerwehren, die überörtlich tätig sind, d. h., nicht nur die Ausbildung in ihrer eigenen Feuerwehr gestalten, sondern auch bei Lehrgängen für mehrere Feuerwehren mitwirken. Dies sind insbesondere Ausbilder für die Truppmann-/Truppführer-Ausbildung, Maschinisten-, Atemschutz- und Sprechfunkausbildung und weitere Lehrgänge, die teilweise in der Feuerwehr-Dienstvorschrift 2 definiert sind.
- Schiedsrichter

In Bayern sind die sogenannten Leistungsabzeichen sehr verbreitet. Dabei handelt es sich um Leistungsprüfungen, die eine Einsatzübung beinhaltet, die von einer Taktischen Einheit in einer vorgegebenen Zeit möglichst fehlerfrei durchgeführt werden muss. Auch diverse Jugendabzeichen zählen zu diesen Leistungsprüfungen. Die korrekte Bewertung und Überprüfung der Leistung obliegt dabei den Schiedsrichtern, die vom Kreisbrandrat bestimmt sind und einem Schiedsrichter-Lehrgang an einer Staatlichen Feuerwehrschule besucht haben müssen.
- Kreisjugendwart

Der Kreisjugendwart (auch: Kreisjugendfeuerwehrwart) organisiert die Jugendarbeit der Feuerwehren auf Kreisebene. Meistens ist ein Kreisjugendwart (oft ein Kreisbrandmeister) für diese Arbeit bestimmt, in einigen Landkreisen findet man aber auch andere Organisationsstrukturen.
- Katastrophenschutz-Einheiten

Da in Bayern der Katastrophenschutz sehr eng mit den Feuerwehren verzahnt ist, liegt die Führung von Katastrophenschutz-Sondereinheiten oft bei Feuerwehr-Führungskräften. Vielfach sind diese ebenfalls in die Kreisbrandinspektion mit eingebunden.
- Weitere Funktionen

Es können auch noch andere Personengruppen zur Inspektion hinzugezählt werden, wie zum Beispiel Funksachbearbeiter oder Leiter von Arbeitskreisen. Dies wird teilweise sehr unterschiedlich gehandhabt.